# Şekerbulak, Diyadin
Şekerbulak là một xã thuộc huyện Diyadin, tỉnh Ağrı, Thổ Nhĩ Kỳ. Dân số thời điểm năm 2011 là 106 người.